# Juan Luis Pulido Santana
Juan Luis Pulido Santana (Las Palmas de Gran Canaria, Canarias, España, 29 de agosto de 1983) es un árbitro de fútbol español de la Segunda División de España. Pertenece al Comité de Árbitros de Las Palmas.En el día 24 de junio de 2025 se anunció su descenso de categoría. 

## Polémicas
Juan Luis Pulido Santana se ha visto envuelto por numerosas polémicas e incluso sospechas sobre sus actuaciones, a lo largo de su carrera. A pesar de ello, ascendió a la Primera división de España en la temporada 2022/2023.
En dicha categoría, destaca por su gravedad el error ocurrido el 15 de octubre de 2022 en Mestalla perjudicando al Elche Club de Fútbol. Ese error ha desatado una ola de indignación más allá del club perjudicado, con notable repercusión en los medios nacionales.

## Temporadas
| Categoría            | País   | Año       |
| -------------------- | ------ | --------- |
| Segunda División "B" | España | 2006-2016 |
| Segunda División     | España | 2016-2022 |
| Primera División     | España | 2022-     |